# 아카데미 남우주연상
아카데미 남우주연상(영어: Academy Award for Best Actor)은 아카데미상의 부문 중 하나로, 그 해 미국에서 공개된 영화에서 가장 뛰어난 남자 배우에게 수여된다.

## 수상자와 후보자
|  | 역대 수상자 |

| 연도                                    | 배우                                       | 작품                                                            | 배역          | 참고 |
| --------------------------------------- | ------------------------------------------ | --------------------------------------------------------------- | ------------- | ---- |
| 1927/28 (1회차)                         | 에밀 야닝스                                | 《최후의 명령》                                                 | 알렉산더 장군 |      |
| 1927/28 (1회차)                         | 리처드 바델메스                            | 《누스》                                                        | 니키 엘킨스   |      |
| 1928/29 (2회차)                         |                                            |                                                                 |               |      |
| 워너 백스터                             | 《추억의 애리조나》                        | 시스코 키드                                                     |               |      |
| 조지 밴크로프트                         | 《썬더볼트》                               | 썬더볼트 짐 랭                                                  |               |      |
| 체스터 모리스                           | 《알리바이》                               | 칙 윌리엄스                                                     |               |      |
| 폴 무니                                 | 《발리언트》                               | 제임스 다이크                                                   |               |      |
| 루이스 스톤                             | 《패트리어트》                             | 팔렌 백작                                                       |               |      |
| 1930/31 (3회차)                         |                                            |                                                                 |               |      |
| 조지 알리스[A]                          | 《디즈레일리》                             | 벤저민 디즈레일리                                               |               |      |
| 조지 알리스[A]                          | 《The Green Goddess》                      | The Raja of Rukh                                                |               |      |
| 월리스 비리                             | 《The Big House》                          | 'Machine Gun' Butch Schmidt                                     |               |      |
| 모리스 슈발리에[A]                      | 《The Big Pond》 《The Love Parade》       | Pierre Mirande Count Alfred Renard                              |               |      |
| 로널드 콜먼[A]                          | 《Bulldog Drummond》 《Condemned》         | Capt. Hugh 'Bulldog' Drummond Michel                            |               |      |
| 로런스 티빗                             | 《The Rogue Song》                         | Yegor                                                           |               |      |
| 1932 (4회차)                            |                                            |                                                                 |               |      |
| 라이어널 배리모어                       | 《자유의 혼》                              | 스티븐 애시                                                     |               |      |
| 재키 쿠퍼                               | 《Skippy》                                 | 스키피 스키너                                                   |               |      |
| 리처드 딕스                             | 《Cimarron》                               | Yancey Cravat                                                   |               |      |
| 프레드릭 마치                           | 《The Royal Family of Broadway》           | 토니 캐번디시                                                   |               |      |
| 아돌프 멘주                             | 《특종 기사》                              | 월터 번스                                                       |               |      |
| 1931/32 (5회차)                         |                                            |                                                                 |               |      |
| 월리스 비리[B]                          | 《챔프》                                   | 앤디 "챔프" 퍼셀                                                |               |      |
| 프레드릭 마치[B]                        | 《지킬 박사와 하이드》                     | 헨리 L. 지킬 박사 / 에드워드 하이드                             |               |      |
| 앨프리드 런트                           | 《The Guardsman》                          | 배우                                                            |               |      |
| 1932/33 (6회차)                         |                                            |                                                                 |               |      |
| 찰스 로턴                               | 《헨리 8세》                               | 헨리 8세                                                        |               |      |
| 레슬리 하워드                           | 《Berkeley Square》                        | 피터 스탠디시                                                   |               |      |
| 폴 무니                                 | 《나는 탈옥수》                            | 제임스 앨런                                                     |               |      |
| 1934 (7회차)                            |                                            |                                                                 |               |      |
| 클라크 게이블                           | 《어느 날 밤에 생긴 일》                   | 피터 원                                                         |               |      |
| 프랭크 모건                             | 《The Affairs of Cellini》                 | 알레산드로 데 메디치                                            |               |      |
| 윌리엄 파월                             | 《그림자 없는 남자》                       | 닉 찰스                                                         |               |      |
| 1935 (8회차)                            |                                            |                                                                 |               |      |
| 빅터 매클래글렌                         | 《밀고자》                                 | Gypo Nolan                                                      |               |      |
| 클라크 게이블                           | 《바운티 호의 반란》                       | Master's Mate Fletcher Christian                                |               |      |
| 찰스 로턴                               | 《바운티 호의 반란》                       | Lieutenant William Bligh, Captain                               |               |      |
| 프랑코트 톤                             | 《바운티 호의 반란》                       | Midshipman Roger Byam                                           |               |      |
| 폴 무니[C]                              | 《Black Fury》                             | 조 래딕                                                         |               |      |
| 1936 (9회차)                            |                                            |                                                                 |               |      |
| 폴 무니                                 | 《과학자의 길》                            | 루이 파스퇴르                                                   |               |      |
| 게리 쿠퍼                               | 《천금을 마다한 사나이》                   | 롱펠로 디즈                                                     |               |      |
| 월터 휴스턴                             | 《공작 부인》                              | 샘 도지워스                                                     |               |      |
| 윌리엄 파월                             | 틀:Film year                               | 고드프리 파크                                                   |               |      |
| 스펜서 트레이시                         | 《샌프란시스코》                           | 아버지 팀 멀린                                                  |               |      |
| 1937 (10회차)                           |                                            |                                                                 |               |      |
| 스펜서 트레이시                         | 《굿바이 마이 라이프》                     | 마누엘                                                          |               |      |
| 샤를 부아예                             | 《정복자》                                 | 나폴레옹 보나파르트 황제                                        |               |      |
| 프레드릭 마치                           | 《스타 탄생》                              | 노먼 메인                                                       |               |      |
| 로버트 몽고메리                         | 《Night Must Fall》                        | 대니                                                            |               |      |
| 폴 무니                                 | 《에밀 졸라의 생애》                       | 에밀 졸라                                                       |               |      |
| 1938 (11회차)                           |                                            |                                                                 |               |      |
| 스펜서 트레이시                         | 《소년의 거리》                            | 플래너건 신부                                                   |               |      |
| 찰스 보이어                             | 《Algiers》                                | Pepe le Moko                                                    |               |      |
| 제임스 캐그니                           | 《더럽혀진 얼굴의 천사》                   | 로키 설리번                                                     |               |      |
| 로버트 도냇                             | 《시타델》                                 | 앤드루 맨슨 박사                                                |               |      |
| 레슬리 하워드                           | 《피그말리온》                             | 헨리 히긴스 교수                                                |               |      |
| 1939 (12회차)                           |                                            |                                                                 |               |      |
| 로버트 도냇                             | 《굿바이 미스터 칩스》                     | 찰스 에드워드 치핑                                              |               |      |
| 클라크 게이블                           | 《바람과 함께 사라지다》                   | 렛 버틀러                                                       |               |      |
| 로런스 올리비에                         | 《폭풍의 언덕》                            | 히스클리프                                                      |               |      |
| 미키 루니                               | 《Babes in Arms》                          | 미키 모런                                                       |               |      |
| 제임스 스튜어트                         | 《스미스씨 워싱턴에 가다》                 | 제퍼슨 스미스                                                   |               |      |
| 1940 (13회차)                           |                                            |                                                                 |               |      |
| 제임스 스튜어트                         | 《필라델피아 스토리》                      | 매콜리 "마이크" 코너                                            |               |      |
| 찰리 채플린                             | 《위대한 독재자》                          | 토마니아의 독재자 아데노이드 힝켈 유대인 이발사                 |               |      |
| 헨리 폰다                               | 《분노의 포도》                            | 톰 조드                                                         |               |      |
| 레이먼드 매시                           | 《일리노이의 에이브 링컨》                 | 에이브러햄 링컨                                                 |               |      |
| 로런스 올리비에                         | 《레베카》                                 | 맥심 디윈터                                                     |               |      |
| 1941 (14회차)                           |                                            |                                                                 |               |      |
| 게리 쿠퍼                               | 《요크 상사》                              | 앨빈 C. 요크 상사                                               |               |      |
| 케리 그랜트                             | 《Penny Serenade》                         | 로저 애덤스                                                     |               |      |
| 월터 휴스턴                             | 《악마와 다니엘 웹스터》                   | 스크래치                                                        |               |      |
| 로버트 몽고메리                         | 《천국의 사도 조단》                       | 조 펜들턴                                                       |               |      |
| 오슨 웰스                               | 《시민 케인》                              | 찰스 포스터 케인                                                |               |      |
| 1942 (15회차)                           |                                            |                                                                 |               |      |
| 제임스 캐그니                           | 《양키 두들 댄디》                         | 조지 코핸                                                       |               |      |
| 로널드 콜먼                             | 《마음의 행로》                            | 찰스 레이니어                                                   |               |      |
| 게리 쿠퍼                               | 《양키스의 자존심》                        | 루 게릭                                                         |               |      |
| 월터 피전                               | 《미니버 부인》                            | 클렘 미니버                                                     |               |      |
| 몬티 울리                               | 《The Pied Piper》                         | 하워드                                                          |               |      |
| 1943 (16회차)                           |                                            |                                                                 |               |      |
| 폴 루커스                               | 《라인의 감시》                            | 쿠르트 뮐러                                                     |               |      |
| 험프리 보가트                           | 《카사블랑카》                             | 리처드 "릭" 블레인                                              |               |      |
| 게리 쿠퍼                               | 《누구를 위하여 종은 울리나》              | 로버트 조던                                                     |               |      |
| 월터 피전                               | 《퀴리 부인》                              | 피에르 퀴리                                                     |               |      |
| 미키 루니                               | 《The Human Comedy》                       | 호머 매콜리                                                     |               |      |
| 1944 (17회차)                           |                                            |                                                                 |               |      |
| 빙 크로즈비                             | 《나의 길을 가련다》                       | 아버지 척 오맬리                                                |               |      |
| 찰스 보이어                             | 《가스등》                                 | 그레고리 앤턴                                                   |               |      |
| 배리 피츠제럴드                         | 《나의 길을 가련다》                       | 아버지 피츠기번                                                 |               |      |
| 케리 그랜트                             | 《None but the Lonely Heart》              | 어니 모트                                                       |               |      |
| 알렉산더 녹스                           | 《윌슨》                                   | 우드로 윌슨                                                     |               |      |
| 1945 (18회차)                           |                                            |                                                                 |               |      |
| 레이 밀랜드                             | 《잃어버린 주말》                          | 돈 버넘                                                         |               |      |
| 빙 크로즈비                             | 《성 메리 성당의 종》                      | 아버지 척 오맬리                                                |               |      |
| 진 켈리                                 | 《닻을 올리고》                            | 조지프 브레이디                                                 |               |      |
| 그레고리 펙                             | 《왕국의 열쇠》                            | 아버지 프랜시스                                                 |               |      |
| 코넬 와일드                             | 《송 투 리멤버》                           | 프레데리크 쇼팽                                                 |               |      |
| 1946 (19회차)                           |                                            |                                                                 |               |      |
| 프레드릭 마치                           | 《우리 생애 최고의 해》                    | 앨 스티븐슨                                                     |               |      |
| 로런스 올리비에                         | 《Henry V》                                | 헨리 5세                                                        |               |      |
| 래리 파크스                             | 《졸슨 스토리》                            | 앨 졸슨                                                         |               |      |
| 그레고리 펙                             | 《애정》                                   | 에즈라 "페니" 백스터                                            |               |      |
| 제임스 스튜어트                         | 《멋진 인생》                              | 조지 베일리                                                     |               |      |
| 1947 (20회차)                           |                                            |                                                                 |               |      |
| 로널드 콜먼                             | 《이중생활》                               | 앤서니 존                                                       |               |      |
| 존 가필드                               | 《육체와 영혼》                            | 찰리 데이비스                                                   |               |      |
| 그레고리 펙                             | 《신사협정》                               | 필립 샤일러 그린                                                |               |      |
| 윌리엄 파월                             | 《아버지의 인생》                          | 클래런스 데이 시니어                                            |               |      |
| 마이클 레드그레이브                     | 《상복이 어울리는 엘렉트라》               | 오린 매넌                                                       |               |      |
| 1948 (21회차)                           |                                            |                                                                 |               |      |
| 로런스 올리비에                         | 《햄릿》                                   | 햄릿 왕자                                                       |               |      |
| 루 에어스                               | 《조니 벨린다》                            | 로버트 리처드슨 박사                                            |               |      |
| 몽고메리 클리프트                       | 《The Search》                             | 랠프 "스티브" 스티븐슨                                          |               |      |
| 댄 데일리                               | 《나에게 미소질 때》                       | "스키드" 존슨                                                   |               |      |
| 클리프턴 웨브                           | 《시팅 프리티》                            | Lynn Aloysius Belvedere                                         |               |      |
| 1949 (22회차)                           |                                            |                                                                 |               |      |
| 브로더릭 크로퍼드                       | 《모두가 왕의 부하들》                     | 윌리 스타크                                                     |               |      |
| 커크 더글러스                           | 《챔피언》                                 | 미지 켈리                                                       |               |      |
| 그레고리 펙                             | 《정오의 출격》                            | 프랭크 새비지 상사                                              |               |      |
| 리처드 토드                             | 《The Hasty Heart》                        | Cpl. Lachlan "Lachie" MacLachlan                                |               |      |
| 존 웨인                                 | 《이오지마의 모래》                        | 존 M. 스트라이커 병장                                           |               |      |
| 1950 (23회차)                           |                                            |                                                                 |               |      |
| 호세 페레                               | 《Cyrano de Bergerac》                     | 시라노 드 베르주라크                                            |               |      |
| Louis Calhern                           | 《The Magnificent Yankee》                 | 올리버 웬들 홈스                                                |               |      |
| 윌리엄 홀든                             | 《선셋 대로》                              | 조 길리스                                                       |               |      |
| 제임스 스튜어트                         | 《하비》                                   | 엘우드 P. 다우드                                                |               |      |
| 스펜서 트레이시                         | 《신부의 아버지》                          | 스탠리 T. 뱅크스                                                |               |      |
| 1951 (24회차)                           |                                            |                                                                 |               |      |
| 험프리 보가트                           | 《아프리카의 여왕》                        | 찰리 올넛                                                       |               |      |
| 말런 브랜도                             | 《욕망이라는 이름의 전차》                 | 스탠리 코왈스키                                                 |               |      |
| 몽고메리 클리프트                       | 《젊은이의 양지》                          | 조지 이스트먼                                                   |               |      |
| 아서 케네디                             | 《빛나는 승리》                            | 래리 네빈스                                                     |               |      |
| 프레드릭 마치                           | 《세일즈맨의 죽음》                        | 윌리 로먼                                                       |               |      |
| 1952 (25회차)                           |                                            |                                                                 |               |      |
| 게리 쿠퍼                               | 《하이 눈》                                | 윌 케인                                                         |               |      |
| 말런 브랜도                             | 《혁명아 자파타》                          | 에밀리아노 사파타                                               |               |      |
| 커크 더글러스                           | 《배드 앤 뷰티》                           | 조너선 실즈                                                     |               |      |
| 호세 페레                               | 《물랑 루즈》                              | 앙리 드 툴루즈로트레크 The Comte de Toulouse-Lautrec            |               |      |
| 앨릭 기니스                             | 《라벤더 힐 몹》                           | 헨리 홀랜드                                                     |               |      |
| 1953 (26회차)                           |                                            |                                                                 |               |      |
| 윌리엄 홀든                             | 《제17 포로수용소》                        | J. J. 세프턴 중사                                               |               |      |
| 말런 브랜도                             | 《줄리어스 시저》                          | 마르쿠스 안토니우스                                             |               |      |
| 리처드 버턴                             | 《성의》                                   | 마르켈루스 갈리오                                               |               |      |
| 몽고메리 클리프트                       | 《지상에서 영원으로》                      | 로버트 E. 리 "프루" 프루잇 이등병                               |               |      |
| 버트 랭커스터                           | 《지상에서 영원으로》                      | 밀턴 워든 상사                                                  |               |      |
| 1954 (27회차)                           |                                            |                                                                 |               |      |
| 말런 브랜도                             | 《워터프론트》                             | 테리 맬로이                                                     |               |      |
| 험프리 보가트                           | 《케인호의 반란》                          | Lt. Cmdr. Philip Francis Queeg                                  |               |      |
| 빙 크로즈비                             | 《회상 속의 연인》                         | 프랭크 엘긴                                                     |               |      |
| 제임스 메이슨                           | 《스타 탄생》                              | 노먼 메인                                                       |               |      |
| 댄 오헐리                               | 《로빈슨 크루소의 모험》                   | 로빈슨 크루소                                                   |               |      |
| 1955 (28회차)                           |                                            |                                                                 |               |      |
| 어니스트 보그나인                       | 《마티》                                   | 마티 필레티                                                     |               |      |
| 제임스 캐그니                           | 《사랑하거나 떠나거나》                    | 마틴 스나이터                                                   |               |      |
| 제임스 딘 (posthumous nomination)       | 《에덴의 동쪽》                            | 캘 트래스크                                                     |               |      |
| 프랭크 시나트라                         | 《황금팔을 가진 사나이》                   | 프랭키 머신                                                     |               |      |
| 스펜서 트레이시                         | 《배드 데이 블랙 록》                      | 존 J. 매크리디                                                  |               |      |
| 1956 (29회차)                           |                                            |                                                                 |               |      |
| 율 브리너                               | 《왕과 나》                                | 몽꿋                                                            |               |      |
| 제임스 딘 (posthumous nomination)       | 《자이언트》                               | 젯 링크                                                         |               |      |
| 커크 더글러스                           | 《열정의 랩소디》                          | 빈센트 반 고흐                                                  |               |      |
| 록 허드슨                               | 《자이언트》                               | 조던 "빅" 베네딕트 주니어                                       |               |      |
| 로런스 올리비에                         | 《리차드 3세》                             | 리처드 3세                                                      |               |      |
| 1957 (30회차)                           |                                            |                                                                 |               |      |
| 앨릭 기니스                             | 《콰이 강의 다리》                         | L. 니컬슨 중령                                                  |               |      |
| 말런 브랜도                             | 《사요나라》                               | Major Lloyd "Ace" Gruver, USAF                                  |               |      |
| 앤서니 프랜시오사                       | 《빗물 가득》                              | 폴로 포프                                                       |               |      |
| 찰스 로턴                               | 《검찰 측 증인》                           | 윌프레드 로바츠 경                                              |               |      |
| 앤서니 퀸                               | 《와일드 이즈 더 윈드》                    | 지노                                                            |               |      |
| 1958 (31회차)                           |                                            |                                                                 |               |      |
| 데이비드 니븐                           | 《세퍼레이트 테이블》                      | 앵거스 폴럭 소령                                                |               |      |
| 토니 커티스                             | 《흑과 백》                                | 존 "조커" 잭슨                                                  |               |      |
| 폴 뉴먼                                 | 《뜨거운 양철 지붕 위의 고양이》           | 브릭 폴릿                                                       |               |      |
| 시드니 포이티어                         | 《흑과 백》                                | 노아 컬런                                                       |               |      |
| 스펜서 트레이시                         | 《노인과 바다》                            | 노인                                                            |               |      |
| 1959 (32회차)                           |                                            |                                                                 |               |      |
| 찰턴 헤스턴                             | 《벤허》                                   | 유다 벤허                                                       |               |      |
| 로런스 하비                             | 《꼭대기 방》                              | 조 램프턴                                                       |               |      |
| 잭 레먼                                 | 《뜨거운 것이 좋아》                       | 제리                                                            |               |      |
| 폴 무니                                 | 《The Last Angry Man》                     | 샘 에이블먼 박사                                                |               |      |
| 제임스 스튜어트                         | 《살인의 해부》                            | 폴 비글러                                                       |               |      |
| 1960 (33회차)                           |                                            |                                                                 |               |      |
| 버트 랭커스터                           | 《엘머 갠트리》                            | 엘머 갠트리                                                     |               |      |
| 트레버 하워드                           | 《아들과 연인》                            | 월터 모럴                                                       |               |      |
| 잭 레먼                                 | 《아파트 열쇠를 빌려드립니다》             | C. C. "버드" 백스터                                             |               |      |
| 로런스 올리비에                         | 《엔터테이너》                             | 아치 라이스                                                     |               |      |
| 스펜서 트레이시                         | 《신의 법정》                              | 헨리 드러먼드                                                   |               |      |
| 1961 (34회차)                           |                                            |                                                                 |               |      |
| 막시밀리안 셸                           | 《뉘른베르크 재판》                        | 한스 롤프                                                       |               |      |
| 찰스 보이어                             | 《Fanny》                                  | Cesar                                                           |               |      |
| 폴 뉴먼                                 | 《The Hustler》                            | 에디 펠슨                                                       |               |      |
| 스펜서 트레이시                         | 《뉘른베르크 재판》                        | 댄 헤이우드 판사장                                              |               |      |
| 스튜어트 휘트먼                         | 《The Mark》                               | 짐 풀러                                                         |               |      |
| 1962 (35회차)                           |                                            |                                                                 |               |      |
| 그레고리 펙                             | 《앵무새 죽이기》                          | 애티커스 핀치                                                   |               |      |
| 버트 랭커스터                           | 《Birdman of Alcatraz》                    | 로버트 프랭클린 스트라우드                                      |               |      |
| 잭 레먼                                 | 《술과 장미의 나날》                       | 조 클레이                                                       |               |      |
| 마르첼로 마스트로야니                   | 《이태리식 이혼》                          | 페르디난도 세팔루                                               |               |      |
| 피터 오툴                               | 《아라비아의 로렌스》                      | T. E. 로렌스                                                    |               |      |
| 1963 (36회차)                           |                                            |                                                                 |               |      |
| 시드니 포이티어                         | 《들백합》                                 | 호머 스미스                                                     |               |      |
| 앨버트 피니                             | 《톰 존스의 화려한 모험》                  | 톰 존스                                                         |               |      |
| 리처드 해리스                           | 《욕망의 끝》                              | 프랭크 메이친                                                   |               |      |
| 렉스 해리슨                             | 《클레오파트라》                           | 율리우스 카이사르                                               |               |      |
| 폴 뉴먼                                 | 《허드》                                   | 허드 배넌                                                       |               |      |
| 1964 (37회차)                           |                                            |                                                                 |               |      |
| 렉스 해리슨                             | 《마이 페어 레이디》                       | 헨리 히긴스 교수                                                |               |      |
| 리처드 버턴                             | 《베킷》                                   | 토머스 베켓                                                     |               |      |
| 피터 오툴                               | 《베킷》                                   | 헨리 2세                                                        |               |      |
| 앤서니 퀸                               | 《그리스인 조르바》                        | 알렉시스 조르바                                                 |               |      |
| 피터 셀러스                             | 《닥터 스트레인지러브》                    | 라이어널 맨드레이크 대장 머킨 머플리 대통령 닥터 스트레인지러브 |               |      |
| 1965 (38회차)                           |                                            |                                                                 |               |      |
| 리 마빈                                 | 《캣 벌루》                                | 키드 셸린 팀 스트론                                             |               |      |
| 리처드 버턴                             | 《추운 곳에서 온 스파이》                  | 앨릭 레이머스                                                   |               |      |
| 로런스 올리비에                         | 《Othello》                                | 오셀로                                                          |               |      |
| 로드 스타이거                           | 《전당포》                                 | Sol Nazerman                                                    |               |      |
| 오스카 워너                             | 《바보들의 배》                            | 빌리 슈만                                                       |               |      |
| 1966 (39회차)                           |                                            |                                                                 |               |      |
| 폴 스코필드                             | 《사계의 사나이》                          | 토머스 모어 경                                                  |               |      |
| 앨런 아킨                               | 《러시안스》                               | 로자노프 중위                                                   |               |      |
| 리처드 버턴                             | 《누가 버지니아 울프를 두려워하랴》        | 조지                                                            |               |      |
| 마이클 케인                             | 《Alfie》                                  | 앨피 엘킨스                                                     |               |      |
| 스티브 매퀸                             | 《산 파블로》                              | 제이크 홀먼                                                     |               |      |
| 1967 (40회차)                           |                                            |                                                                 |               |      |
| 로드 스타이거                           | 《밤의 열기 속으로》                       | 빌 길레스피                                                     |               |      |
| 워런 비티                               | 《보니와 클라이드》                        | 클라이드 배로                                                   |               |      |
| 더스틴 호프먼                           | 《졸업》                                   | 벤저민 브래덕                                                   |               |      |
| 폴 뉴먼                                 | 《폭력 탈옥》                              | 루크 잭슨                                                       |               |      |
| 스펜서 트레이시 (posthumous nomination) | 《초대받지 않은 손님》                     | 맷 드레이턴                                                     |               |      |
| 1968 (41회차)                           |                                            |                                                                 |               |      |
| 클리프 로버트슨                         | 《찰리》                                   | 찰리 고든                                                       |               |      |
| 앨런 아킨                               | 《마음은 외로운 사냥꾼》                   | 존 싱어                                                         |               |      |
| 앨런 베이츠                             | 《The Fixer》                              | Yakov Bok                                                       |               |      |
| 론 무디                                 | 《Oliver!》                                | 페이긴                                                          |               |      |
| 피터 오툴                               | 《겨울의 라이온》                          | 헨리 2세                                                        |               |      |
| 1969 (42회차)                           |                                            |                                                                 |               |      |
| 존 웨인                                 | 《진정한 용기》                            | 루스터 코그번                                                   |               |      |
| 리처드 버턴                             | 《천일의 앤》                              | 헨리 8세                                                        |               |      |
| 더스틴 호프먼                           | 《미드나잇 카우보이》                      | 엔리코 살바토레 "랏소" 리초                                     |               |      |
| 피터 오툴                               | 《굿바이 미스터 칩스》                     | 아서 치핑                                                       |               |      |
| 존 보이트                               | 《미드나잇 카우보이》                      | 조 벅                                                           |               |      |
| 1970 (43회차)                           |                                            |                                                                 |               |      |
| 조지 C. 스콧                            | 《패튼》                                   | 조지 S. 패튼 장군                                               |               |      |
| 멜빈 더글러스                           | 《아버지의 노래》                          | 톰 개리슨                                                       |               |      |
| 제임스 얼 존스                          | 《위대한 희망》                            | 잭 제퍼슨                                                       |               |      |
| 잭 니컬슨                               | 《잃어버린 전주곡》                        | Robert Eroica Dupea                                             |               |      |
| 라이언 오닐                             | 《Love Story》                             | 올리버 배럿 4세                                                 |               |      |
| 1971 (44회차)                           |                                            |                                                                 |               |      |
| 진 해크먼                               | 《프렌치 커넥션》                          | Detective Jimmy "Popeye" Doyle                                  |               |      |
| 피터 핀치                               | 《사랑의 여로》                            | 대니얼 허시 박사                                                |               |      |
| 월터 매소                               | 《Kotch》                                  | 조지프 P. 코처                                                  |               |      |
| 조지 C. 스콧                            | 《종합병원》                               | 허버트 복 박사                                                  |               |      |
| 하임 토폴                               | 《지붕 위의 바이올린》                     | Tevye                                                           |               |      |
| 1972 (45회차)                           |                                            |                                                                 |               |      |
| 말런 브랜도                             | 《대부》                                   | 비토 코를레오네                                                 |               |      |
| 마이클 케인                             | 《발자국》                                 | 마일로 틴들                                                     |               |      |
| 로런스 올리비에                         | 《발자국》                                 | 앤드루 와이크                                                   |               |      |
| 피터 오툴                               | 《지배 계급》                              | Jack Gurney, 14th Earl of Gurney                                |               |      |
| 폴 윈필드                               | 《Sounder》                                | 네이선 리 모건                                                  |               |      |
| 1973 (46회차)                           |                                            |                                                                 |               |      |
| 잭 레먼                                 | 《호랑이를 구하라》                        | 해리 스토너                                                     |               |      |
| 말런 브랜도                             | 《파리에서의 마지막 탱고》                 | 폴                                                              |               |      |
| 잭 니컬슨                               | 《마지막 지령》                            | Signalman First Class Billy L. "Badass" Buddusky                |               |      |
| 알 파치노                               | 《Serpico》                                | Frank "Paco" Serpico                                            |               |      |
| 로버트 레드퍼드                         | 《스팅》                                   | 켈리 후커                                                       |               |      |
| 1974 (47회차)                           |                                            |                                                                 |               |      |
| 아트 카니                               | 《해리와 톤토》                            | 해리 쿰                                                         |               |      |
| 앨버트 피니                             | 《오리엔트 특급 살인》                     | 에르퀼 푸아로                                                   |               |      |
| 더스틴 호프먼                           | 《Lenny》                                  | 레니 브루스                                                     |               |      |
| 잭 니컬슨                               | 《차이나타운》                             | J. J. "Jake" Gittes                                             |               |      |
| 알 파치노                               | 《대부 2》                                 | 마이클 코를레오네                                               |               |      |
| 1975 (48회차)                           |                                            |                                                                 |               |      |
| 잭 니컬슨                               | 《뻐꾸기 둥지 위로 날아간 새》             | 랜들 맥머피                                                     |               |      |
| 월터 매소                               | 《선샤인 보이》                            | 윌리 클라크                                                     |               |      |
| 알 파치노                               | 《뜨거운 오후》                            | Sonny Wortzik                                                   |               |      |
| 막시밀리안 셸                           | 《The Man in the Glass Booth》             | 아서 골드먼                                                     |               |      |
| 제임스 휘트모어                         | 《Give 'em Hell, Harry!》                  | 해리 S. 트루먼                                                  |               |      |
| 1976 (49회차)                           |                                            |                                                                 |               |      |
| 피터 핀치 (posthumous win)              | 《네트워크》                               | 하워드 빌                                                       |               |      |
| 로버트 드 니로                          | 《택시 드라이버》                          | 트래비스 비클                                                   |               |      |
| 잔카를로 잔니니                         | 《Seven Beauties》                         | 파스콸리노 프라푸소                                             |               |      |
| 윌리엄 홀든                             | 《네트워크》                               | 막스 슈마허                                                     |               |      |
| 실베스터 스탤론                         | 《록키》                                   | 록키 발보아                                                     |               |      |
| 1977 (50회차)                           |                                            |                                                                 |               |      |
| 리처드 드레이퍼스                       | 《굿바이 걸》                              | 엘리엇 가필드                                                   |               |      |
| 우디 앨런                               | 《애니 홀》                                | 앨비 싱어                                                       |               |      |
| 리처드 버턴                             | 《Equus》                                  | Martin Dysart                                                   |               |      |
| 마르첼로 마스트로야니                   | 《특별한 날》                              | 가브리엘레                                                      |               |      |
| 존 트라볼타                             | 《토요일 밤의 열기》                       | 토니 마네로                                                     |               |      |
| 1978 (51회차)                           |                                            |                                                                 |               |      |
| 존 보이트                               | 《귀향》                                   | 루크 마틴                                                       |               |      |
| 워런 비티                               | 《천국의 사도》                            | 조 펜들턴                                                       |               |      |
| 게리 부시                               | 《버디 홀리 스토리》                       | 버디 홀리                                                       |               |      |
| 로버트 드 니로                          | 《디어 헌터》                              | 마이클 브론스키                                                 |               |      |
| 로런스 올리비에                         | 《브라질에서 온 소년》                     | 에즈라 리버먼                                                   |               |      |
| 1979 (52회차)                           |                                            |                                                                 |               |      |
| 더스틴 호프먼                           | 《크레이머 대 크레이머》                   | 테드 크레이머                                                   |               |      |
| 잭 레먼                                 | 《차이나 신드롬》                          | 잭 고델                                                         |               |      |
| 알 파치노                               | 《용감한 변호사》                          | 아서 커클런드                                                   |               |      |
| 로이 샤이더                             | 《올 댓 재즈》                             | 조 기디언                                                       |               |      |
| 피터 셀러스                             | 《찬스》                                   | Chance the Gardener, aka Chauncey Gardiner                      |               |      |
| 1980 (53회차)                           |                                            |                                                                 |               |      |
| 로버트 드 니로                          | 《성난 황소》                              | 제이크 러모타                                                   |               |      |
| 로버트 듀발                             | 《위대한 산티니》                          | "황소" 윌버 미첨 중령                                           |               |      |
| 존 허트                                 | 《엘리펀트 맨》                            | 존 메릭                                                         |               |      |
| 잭 레먼                                 | 《Tribute》                                | 스코티 템플턴                                                   |               |      |
| 피터 오툴                               | 《The Stunt Man》                          | 일라이 크로스                                                   |               |      |
| 1981 (54회차)                           |                                            |                                                                 |               |      |
| 헨리 폰다                               | 《황금 연못》                              | 노먼 세이어 주니어                                              |               |      |
| 워런 비티                               | 《레즈》                                   | 잭 리드                                                         |               |      |
| 버트 랭커스터                           | 《Atlantic City》                          | 루 파스칼                                                       |               |      |
| 더들리 무어                             | 《Arthur》                                 | 아서 바크                                                       |               |      |
| 폴 뉴먼                                 | 《폴 뉴먼의 선택》                         | 마이클 콜린 갤러거                                              |               |      |
| 1982 (55회차)                           |                                            |                                                                 |               |      |
| 벤 킹즐리                               | 《간디》                                   | 마하트마 간디                                                   |               |      |
| 더스틴 호프먼                           | 《투씨》                                   | 마이클 도시 / 도러시 마이클스                                   |               |      |
| 잭 레먼                                 | 《Missing》                                | 에드 호먼                                                       |               |      |
| 폴 뉴먼                                 | 《심판》                                   | 프랭크 갤빈                                                     |               |      |
| 피터 오툴                               | 《아름다운 날들》                          | 앨런 스완                                                       |               |      |
| 1983 (56회차)                           |                                            |                                                                 |               |      |
| 로버트 듀발                             | 《텐더 머시스》                            | 맥 슬레지                                                       |               |      |
| 마이클 케인                             | 《리타 길들이기》                          | 프랭크 브라이언트 박사                                          |               |      |
| 톰 콘티                                 | 《Reuben, Reuben》                         | 가원 맥글랜드                                                   |               |      |
| 톰 코트니                               | 《The Dresser》                            | 노먼                                                            |               |      |
| 앨버트 피니                             | 《The Dresser》                            | Sir                                                             |               |      |
| 1984 (57회차)                           |                                            |                                                                 |               |      |
| F. 머리 에이브러햄                      | 《아마데우스》                             | 안토니오 살리에리                                               |               |      |
| 제프 브리지스                           | 《스타맨》                                 | 스타맨                                                          |               |      |
| 앨버트 피니                             | 《볼케이노》                               | 제프리 퍼민                                                     |               |      |
| 톰 헐스                                 | 《아마데우스》                             | 볼프강 아마데우스 모차르트                                      |               |      |
| 샘 워터스턴                             | 《킬링필드》                               | 시드니 섄버그                                                   |               |      |
| 1985 (58회차)                           |                                            |                                                                 |               |      |
| 윌리엄 허트                             | 《거미 여인의 키스》                       | 루이스 몰리나                                                   |               |      |
| 해리슨 포드                             | 《위트니스》                               | 존 북 형사장                                                    |               |      |
| 제임스 가너                             | 《머피의 로맨스》                          | 머피 존스                                                       |               |      |
| 잭 니컬슨                               | 《프리찌스 오너》                          | 찰리 파태나                                                     |               |      |
| 존 보이트                               | 《폭주기관차》                             | 오스카 "매니" 맨하임                                            |               |      |
| 1986 (59회차)                           |                                            |                                                                 |               |      |
| 폴 뉴먼                                 | 《컬러 오브 머니》                         | 에디 펠슨                                                       |               |      |
| 덱스터 고든                             | 《라운드 미드나잇》                        | 데일 터너                                                       |               |      |
| 밥 호스킨스                             | 《Mona Lisa》                              | 조지                                                            |               |      |
| 윌리엄 허트                             | 《작은 신의 아이들》                       | 제임스 리즈                                                     |               |      |
| 제임스 우즈                             | 《살바도르》                               | 리처드 보일                                                     |               |      |
| 1987 (60회차)                           |                                            |                                                                 |               |      |
| 마이클 더글라스                         | 《월 스트리트》                            | 고든 게코                                                       |               |      |
| 윌리엄 허트                             | 《브로드캐스트 뉴스》                      | 톰 그러닉                                                       |               |      |
| 마르첼로 마스트로야니                   | 《검은 눈동자》                            | 로마노                                                          |               |      |
| 잭 니컬슨                               | 《엉겅퀴 꽃》                              | 프랜시스 펠런                                                   |               |      |
| 로빈 윌리엄스                           | 《굿 모닝, 베트남》                        | 에이드리언 크로나워                                             |               |      |
| 1988 (61회차)                           |                                            |                                                                 |               |      |
| 더스틴 호프먼                           | 《레인 맨》                                | 레이먼드 배빗, aka 레인 맨                                      |               |      |
| 진 핵크만                               | 《미시시피 버닝》                          | 루퍼트 앤더슨 요원                                              |               |      |
| 톰 행크스                               | 《빅》                                     | 조시 배스킨                                                     |               |      |
| 에드워드 제임스 올모스                  | 《스탠드 업》                              | 제이미 에스칼란                                                 |               |      |
| 막스 폰 쉬도브                          | 《정복자 펠레》                            | 펠레의 아버지                                                   |               |      |
| 1989 (62회차)                           |                                            |                                                                 |               |      |
| 대니얼 데이루이스                       | 《나의 왼발》                              | 크리스티 브라운                                                 |               |      |
| 케네스 브래너                           | 《헨리 5세》                               | 헨리 5세                                                        |               |      |
| 톰 크루즈                               | 《7월 4일생》                              | 론 코빅                                                         |               |      |
| 모건 프리먼                             | 《드라이빙 미스 데이지》                   | 호크 콜번                                                       |               |      |
| 로빈 윌리엄스                           | 《죽은 시인의 사회》                       | 존 찰스 키팅                                                    |               |      |
| 1990 (63회차)                           |                                            |                                                                 |               |      |
| 제러미 아이언스                         | 《행운의 반전》                            | 클라우스 본 뷸러                                                |               |      |
| 케빈 코스트너                           | 《늑대와 춤을》                            | 존 J. 덴버 중위                                                 |               |      |
| 로버트 드 니로                          | 《사랑의 기적》                            | 레너드 로                                                       |               |      |
| 제라르 드파르디외                       | 《시라노》                                 | 시라노 드 베르주라크                                            |               |      |
| 리처드 해리스                           | 《카인의 반항》                            | "불" 매캐브                                                     |               |      |
| 1991 (64회차)                           |                                            |                                                                 |               |      |
| 앤서니 홉킨스                           | 《양들의 침묵》                            | 한니발 렉터                                                     |               |      |
| 워런 비티                               | 《벅시》                                   | 벅시 시걸                                                       |               |      |
| 로버트 드 니로                          | 《케이프 피어》                            | 막시밀리안 "맥스" 케이디                                        |               |      |
| 닉 놀티                                 | 《사랑과 추억》                            | 톰 윙고                                                         |               |      |
| 로빈 윌리엄스                           | 피셔 킹                                    | 헨리 "페리" 세이건                                              |               |      |
| 1992 (65회차)                           |                                            |                                                                 |               |      |
| 알 파치노                               | 《여인의 향기》                            | 프랭크 슬레이드 중령                                            |               |      |
| 로버트 다우니 주니어                    | 《채플린》                                 | 찰리 채플린                                                     |               |      |
| 클린트 이스트우드                       | 《용서받지 못한 자》                       | 윌리엄 "윌" 머니                                                |               |      |
| 스티븐 레아                             | 《크라잉 게임》                            | 퍼거스                                                          |               |      |
| 덴절 워싱턴                             | 《말콤 X》                                 | 말콤 X                                                          |               |      |
| 1993 (66회차)                           |                                            |                                                                 |               |      |
| 톰 행크스                               | 《필라델피아》                             | 앤드루 베켓                                                     |               |      |
| 대니얼 데이루이스                       | 《아버지의 이름으로》                      | 게리 콘론                                                       |               |      |
| 로런스 피시번                           | 《어제 오늘 그리고 내일》                  | 아이크 터너                                                     |               |      |
| 앤서니 홉킨스                           | 《남아있는 나날》                          | 제임스 스티븐슨                                                 |               |      |
| 리엄 니슨                               | 《쉰들러 리스트》                          | 오스카 쉰들러                                                   |               |      |
| 1994 (67회차)                           |                                            |                                                                 |               |      |
| 톰 행크스                               | 《포레스트 검프》                          | 포레스트 검프                                                   |               |      |
| 모건 프리먼                             | 《쇼생크 탈출》                            | 엘리스 보이드 "레드" 레딩                                       |               |      |
| 나이절 호손                             | 《조지 왕의 광기》                         | 영국의 조지 3세                                                 |               |      |
| 폴 뉴먼                                 | 《노스바스의 추억》                        | 도널드 "설리" 설리번                                            |               |      |
| 존 트라볼타                             | 《펄프 픽션》                              | 빈센트 베가                                                     |               |      |
| 1995 (68상)                             |                                            |                                                                 |               |      |
| 니컬러스 케이지                         | 《라스베가스를 떠나며》                    | 벤 샌더슨                                                       |               |      |
| 리처드 드레이퍼스                       | 《홀랜드 오퍼스》                          | 글렌 홀랜드                                                     |               |      |
| 앤서니 홉킨스                           | 《닉슨》                                   | 리처드 닉슨                                                     |               |      |
| 숀 펜                                   | 《데드 맨 워킹》                           | 매슈 폰스렛                                                     |               |      |
| 마시모 트로이시                         | 《일 포스티노》                            | 마리오 포스티노                                                 |               |      |
| 1996 (69회차)                           |                                            |                                                                 |               |      |
| 제프리 러시                             | 《샤인》                                   | 데이비드 헬프갓                                                 |               |      |
| 톰 크루즈                               | 《제리 맥과이어》                          | 제리 맥과이어                                                   |               |      |
| 레이프 파인스                           | 《잉글리쉬 페이션트》                      | 라즐로 알마시                                                   |               |      |
| 우디 해럴슨                             | 《래리 플린트》                            | 래리 플린트                                                     |               |      |
| 빌리 밥 손턴                            | 《슬링 블레이드》                          | 칼 칠더스                                                       |               |      |
| 1997 (70회차)                           |                                            |                                                                 |               |      |
| 잭 니컬슨                               | 《이보다 더 좋을 순 없다》                 | 멜빈 유달                                                       |               |      |
| 맷 데이먼                               | 《굿 윌 헌팅》                             | 윌 헌팅                                                         |               |      |
| 로버트 듀발                             | 《사도》                                   | 율리스 "소니" 듀이                                              |               |      |
| 피터 폰다                               | 《율리스 골드》                            | 율리 잭슨                                                       |               |      |
| 더스틴 호프먼                           | 《왝 더 독》                               | 스탠리 모츠                                                     |               |      |
| 1998 (71회차)                           |                                            |                                                                 |               |      |
| 로베르토 베니니                         | 《인생은 아름다워》                        | 귀도 오라피체                                                   |               |      |
| 톰 행크스                               | 《라이언 일병 구하기》                     | 존 밀러 대위                                                    |               |      |
| 이언 매켈런                             | 《갓 엔 몬스터》                           | 제임스 웨일                                                     |               |      |
| 닉 놀티                                 | 《어플릭션》                               | 웨이드 화이트하우스                                             |               |      |
| 에드워드 노턴                           | 《아메리칸 히스토리 X》                    | 데릭 빈야드                                                     |               |      |
| 1999 (72회차)                           |                                            |                                                                 |               |      |
| 케빈 스페이시                           | 《아메리칸 뷰티》                          | 레스터 버넘                                                     |               |      |
| 러셀 크로                               | 《인사이더》                               | 제프리 위겐드                                                   |               |      |
| 리처드 판스워스                         | 《스트레이트 스토리》                      | 엘빈 스트레이트                                                 |               |      |
| 숀 펜                                   | 《스윗 엔 로다운》                         | 에멧 레이                                                       |               |      |
| 덴절 워싱턴                             | 《허리케인 카터》                          | 루빈 "더 허리케인" 카터                                         |               |      |
| 2000 (73회차)                           |                                            |                                                                 |               |      |
| 러셀 크로                               | 《글래디에이터》                           | 막시무스 데키무스 메리디우스                                    |               |      |
| 하비에르 바르뎀                         | 《비포 나잇 폴스》                         | 레이날도 아레나스                                               |               |      |
| 톰 행크스                               | 《캐스트 어웨이》                          | 척 놀란드                                                       |               |      |
| 에드 해리스                             | 《폴락》                                   | 잭슨 폴락                                                       |               |      |
| 제프리 러시                             | 《퀼스》                                   | 마르키스 드 사드                                                |               |      |
| 2001 (74회차)                           |                                            |                                                                 |               |      |
| 덴절 워싱턴                             | 《트레이닝 데이》                          | 알론조 해리스                                                   |               |      |
| 러셀 크로                               | 《뷰티풀 마인드》                          | 존 포브스 내시                                                  |               |      |
| 숀 펜                                   | 《아이 엠 셈》                             | 샘 도슨                                                         |               |      |
| 윌 스미스                               | 《알리》                                   | 무하마드 알리                                                   |               |      |
| 톰 윌킨슨                               | 《침실에서》                               | 매슈 폴러 박사                                                  |               |      |
| 2002 (75회차)                           |                                            |                                                                 |               |      |
| 에이드리언 브로디                       | 《피아니스트》                             | 브와디스와프 슈필만                                             |               |      |
| 니컬러스 케이지                         | 《어댑테이션》                             | 찰리 카프만 / 도날드 카프만                                     |               |      |
| 마이클 케인                             | 《콰이어트 아메리칸》                      | 토머스 파울러                                                   |               |      |
| 대니얼 데이루이스                       | 《갱스 오브 뉴욕》                         | 윌리엄 "빌 더 버처" 커팅                                        |               |      |
| 잭 니컬슨                               | 《어바웃 슈미트》                          | 워런 R. 슈미츠                                                  |               |      |
| 2003 (76회차)                           |                                            |                                                                 |               |      |
| 숀 펜                                   | 《미스틱 리버》                            | 지미 마컴                                                       |               |      |
| 조니 뎁                                 | 《캐리비안의 해적: 블랙 펄의 저주》        | 잭 스패로우                                                     |               |      |
| 벤 킹즐리                               | 《모래와 안개의 집》                       | 매수드 아미르 베라니                                            |               |      |
| 주드 로                                 | 《콜드 마운틴》                            | W. P. 인만                                                      |               |      |
| 빌 머리                                 | 《사랑도 통역이 되나요?》                  | 밥 해리스                                                       |               |      |
| 2004 (77회차)                           |                                            |                                                                 |               |      |
| 제이미 폭스                             | 《레이》                                   | 레이 찰스                                                       |               |      |
| 돈 치들                                 | 《호텔 르완다》                            | 폴 루세사바기나                                                 |               |      |
| 조니 뎁                                 | 《네버랜드를 찾아서》                      | J. M. 배리                                                      |               |      |
| 레오나르도 디카프리오                   | 《에비에이터》                             | 하워드 휴스                                                     |               |      |
| 클린트 이스트우드                       | 《밀리언 달러 베이비》                     | 프랭키 던                                                       |               |      |
| 2005 (78회차)                           |                                            |                                                                 |               |      |
| 필립 시모어 호프먼                      | 《카포테》                                 | 트루먼 카포테                                                   |               |      |
| 테런스 하워드                           | 《허슬 & 플로우》                          | Dj                                                              |               |      |
| 히스 레저                               | 《브로크백 마운틴》                        | 에니스 델마                                                     |               |      |
| 호아킨 피닉스                           | 《앙코르》                                 | 조니 캐시                                                       |               |      |
| 데이비드 스트라선                       | 《굿 나잇, 앤 굿 럭》                      | 에드워드 R. 머로                                                |               |      |
| 2006 (79회차)                           |                                            |                                                                 |               |      |
| 포레스트 휘터커                         | 《라스트 킹》                              | 이디 아민                                                       |               |      |
| 레오나르도 디카프리오                   | 《블러드 다이아몬드》                      | 대니 아처                                                       |               |      |
| 라이언 고슬링                           | 《하프 넬슨》                              | 단 던                                                           |               |      |
| 피터 오툴                               | 《비너스》                                 | 모리스                                                          |               |      |
| 윌 스미스                               | 《행복을 찾아서》                          | 크리스 가드너                                                   |               |      |
| 2007 (80회차)                           |                                            |                                                                 |               |      |
| 대니얼 데이루이스                       | 《데어 윌 비 블러드》                      | 대니얼 플레인뷰                                                 |               |      |
| 조지 클루니                             | 《마이클 클레이튼》                        | 마이클 클레이튼                                                 |               |      |
| 조니 뎁                                 | 《스위니 토드: 어느 잔혹한 이발사 이야기》 | 벤저민 바커                                                     |               |      |
| 토미 리 존스                            | 《엘라의 계곡》                            | 행크 디어필드                                                   |               |      |
| 비고 모텐슨                             | 《이스턴 프라미스》                        | 니콜라이 루진                                                   |               |      |
| 2008 (81회차)                           |                                            |                                                                 |               |      |
| 숀 펜                                   | 《밀크》                                   | 하비 밀크                                                       |               |      |
| 리처드 젱킨스                           | 《비지터》                                 | 월터 베일                                                       |               |      |
| 프랭크 란젤라                           | 《프로스트vs닉슨》                         | 리처드 닉슨                                                     |               |      |
| 브래드 피트                             | 《벤자민 버튼의 시간은 거꾸로 간다》       | 벤자민 버튼                                                     |               |      |
| 미키 루크                               | 《더 레슬러》                              | 랜디 "더 램" 로빈슨                                             |               |      |
| 2009 (82회차)                           |                                            |                                                                 |               |      |
| 제프 브리지스                           | 《크레이지 하트》                          | 오티스 "배드" 블레이크                                          |               |      |
| 조지 클루니                             | 《인 디 에어》                             | 라이언 빙햄                                                     |               |      |
| 콜린 퍼스                               | 《싱글맨》                                 | 조지 팔코너                                                     |               |      |
| 모건 프리먼                             | 《우리가 꿈꾸는 기적: 인빅터스》           | 넬슨 만델라                                                     |               |      |
| 제러미 레너                             | 《허트 로커》                              | 윌리엄 제임스 중사                                              |               |      |
| 2010 (83회차)                           |                                            |                                                                 |               |      |
| 콜린 퍼스                               | 《킹스 스피치》                            | 조지 6세                                                        |               |      |
| 하비에르 바르뎀                         | 《비우티풀》                               | 마람브라                                                        |               |      |
| 제프 브리지스                           | 《더 브레이즈》                            | 루스터 카그번                                                   |               |      |
| 제시 아이젠버그                         | 《소셜 네트워크》                          | 마크 저커버그                                                   |               |      |
| 제임스 프랭코                           | 《127 시간》                               | 에런 랠스턴                                                     |               |      |
| 2011 (84회차)                           |                                            |                                                                 |               |      |
| 장 뒤자르댕                             | 《아티스트》                               | 조지 밸런타인                                                   |               |      |
| 데미안 비치르                           | 《어 베터 라이프》                         | 카를로스 갈린도                                                 |               |      |
| 조지 클루니                             | 《디센던트》                               | 맷 킹                                                           |               |      |
| 게리 올드먼                             | 《팅커 테일러 솔저 스파이》                | 조지 스마일리                                                   |               |      |
| 브래드 피트                             | 《머니볼》                                 | 빌리 빈                                                         |               |      |
| 2012 (85회차)                           |                                            |                                                                 |               |      |
| 대니얼 데이루이스                       | 《링컨》                                   | 에이브러햄 링컨                                                 |               |      |
| 브래들리 쿠퍼                           | 《실버라이닝 플레이북》                    | 팻 솔리타노 주니어                                              |               |      |
| 휴 잭맨                                 | 《레 미제라블》                            | 장 발장                                                         |               |      |
| 호아킨 피닉스                           | 《마스터》                                 | 프레디 퀠                                                       |               |      |
| 덴절 워싱턴                             | 《플라이트》                               | 윕 휘터커 선장                                                  |               |      |
| 2013 (86회차)                           |                                            |                                                                 |               |      |
| 매슈 매코너헤이                         | 《달라스 바이어스 클럽》                   | 론 우드로프                                                     |               |      |
| 크리스천 베일                           | 《아메리칸 허슬》                          | 어빙 로젠필드                                                   |               |      |
| 브루스 던                               | 《네브래스카》                             | 우디 그랜트                                                     |               |      |
| 레오나르도 디카프리오                   | 《더 울프 오브 월 스트리트》               | 조던 벨포트                                                     |               |      |
| 추이텔 에지오포                         | 《노예 12년》                              | 솔로몬 노섭                                                     |               |      |
| 2014 (87회차)                           |                                            |                                                                 |               |      |
| 에디 레드메인                           | 《사랑에 대한 모든 것》                    | 스티븐 호킹                                                     |               |      |
| 스티브 커렐                             | 《폭스캐처》                               | 존 듀폰                                                         |               |      |
| 브래들리 쿠퍼                           | 《아메리칸 스나이퍼》                      | 크리스 카일                                                     |               |      |
| 베네딕트 컴버배치                       | 《이미테이션 게임》                        | 앨런 튜링                                                       |               |      |
| 마이클 키턴                             | 《버드맨》                                 | 리건 톰슨                                                       |               |      |
| 2015 (88회차)                           |                                            |                                                                 |               |      |
| 레오나르도 디카프리오                   | 《레버넌트: 죽음에서 돌아온 자》           | 휴 글래스                                                       | [ 1 ]         |      |
| 브라이언 크랜스턴                       | 《트럼보》                                 | 돌턴 트럼보                                                     | [ 1 ]         |      |
| 맷 데이먼                               | 《마션》                                   | 마크 와트니                                                     | [ 1 ]         |      |
| 마이클 패스벤더                         | 《스티브 잡스》                            | 스티브 잡스                                                     | [ 1 ]         |      |
| 에디 레드메인                           | 《대니쉬 걸》                              | 릴리 엘베 / 에이나르 베게너                                     | [ 1 ]         |      |
| 2016 (89회차)                           |                                            |                                                                 |               |      |
| 케이시 애플렉                           | 《맨체스터 바이 더 씨》                    | 리 챈들러                                                       |               |      |
| 앤드류 가필드                           | 《핵소 고지》                              | 데즈먼드 도스                                                   |               |      |
| 라이언 고즐링                           | 《라라랜드》                               | 세바스찬 와일더                                                 |               |      |
| 비고 모텐슨                             | 《캡틴 판타스틱》                          | 벤 캐시                                                         |               |      |
| 덴절 워싱턴                             | 《펜스》                                   | 트로이 맥슨                                                     |               |      |
| 2017 (90회차)                           |                                            |                                                                 |               |      |
| 게리 올드먼                             | 《다키스트 아워》                          | 윈스턴 처칠                                                     |               |      |
| 티머시 섈러메이                         | 《콜 미 바이 유어 네임》                   | 엘리오 펄먼                                                     |               |      |
| 대니얼 데이루이스                       | 《팬텀 스레드》                            | 레이놀즈 우드콕                                                 |               |      |
| 대니얼 컬루야                           | 《겟 아웃》                                | 크리스 워싱턴                                                   |               |      |
| 덴절 워싱턴                             | 《이너 시티》                              | 로만 J. 이스라엘                                                |               |      |
| 2018 (91회차)                           |                                            |                                                                 |               |      |
| 라미 말렉                               | 《보헤미안 랩소디》                        | 프레디 머큐리                                                   |               |      |
| 크리스찬 베일                           | 《바이스》                                 | 딕 체니                                                         |               |      |
| 브래들리 쿠퍼                           | 《스타 이즈 본》                           | 잭슨 "잭" 메인                                                  |               |      |
| 윌럼 더포                               | 《앳 이터너티스 게이트》                   | 빈센트 반 고흐                                                  |               |      |
| 비고 모텐슨                             | 《그린 북》                                | 프랭크 "토니 립" 발레롱가                                       |               |      |
| 2019 (92회차)                           |                                            |                                                                 |               |      |
| 호아킨 피닉스                           | 《조커》                                   | 아서 플렉 / 조커                                                |               |      |
| 안토니오 반데라스                       | 《페인 앤 글로리》                         | 살바도르 말로                                                   |               |      |
| 레오나르도 디카프리오                   | 《원스 어폰 어 타임 인 할리우드》          | 릭 돌턴                                                         |               |      |
| 애덤 드라이버                           | 《결혼 이야기》                            | 찰리 바버                                                       |               |      |
| 조너선 프라이스                         | 《두 교황》                                | 교황 프란치스코                                                 |               |      |
| 2020/21 (93회차)                        |                                            |                                                                 |               |      |
| 앤서니 홉킨스                           | 《더 파더》                                | 앤서니                                                          |               |      |
| 리즈 아메드                             | 《사운드 오브 메탈》                       | 루벤 스톤                                                       |               |      |
| 채드윅 보스만 (사후)                    | 《마 레이니, 그녀가 블루스》               | 리브 그린                                                       |               |      |
| 게리 올드먼                             | 《맹크》                                   | 허먼 J. 맹키위츠                                                |               |      |
| 스티븐 연                               | 《미나리》                                 | 제이콥 이                                                       |               |      |
| 2021 (94회차)                           |                                            |                                                                 |               |      |
| 윌 스미스                               | 《킹 리차드》                              | 리처드 윌리엄스                                                 |               |      |
| 하비에르 바르뎀                         | 《리카르도 가족으로 산다는 것》            | 데시 아르나스                                                   |               |      |
| 베네딕트 컴버배치                       | 《파워 오브 도그》                         | 필 버뱅크                                                       |               |      |
| 앤드루 가필드                           | 《틱, 틱... 붐!》                          | 조너선 라슨                                                     |               |      |
| 덴절 워싱턴                             | 《맥베스의 비극》                          | 맥베스                                                          |               |      |
| 2022 (95회차)                           |                                            |                                                                 |               |      |
| 브렌던 프레이저                         | 《더 웨일》                                | 찰리                                                            |               |      |
| 오스틴 버틀러                           | 《엘비스》                                 | 엘비스 프레슬리                                                 |               |      |
| 콜린 패럴                               | 《이니셰린의 밴시》                        | 파우릭 설리반                                                   |               |      |
| 폴 메스칼                               | 《애프터썬》                               | 캘럼 패터슨                                                     |               |      |
| 빌 나이                                 | 《리빙》                                   | 로드니 윌리엄스                                                 |               |      |
| 2023 (96회차)                           |                                            |                                                                 |               |      |
| 킬리언 머피                             | 《오펜하이머》                             | J. 로버트 오펜하이머                                            |               |      |
| 브래들리 쿠퍼                           | 《마에스트로 번스타인》                    | 레너드 번스타인                                                 |               |      |
| 콜먼 도밍고                             | 《러스틴》                                 | 바이어드 러스틴                                                 |               |      |
| 폴 지어마티                             | 《바튼 아카데미》                          | 폴 허넘                                                         |               |      |
| 제프리 라이트                           | 《아메리칸 픽션》                          | 셀로니어스 "몽크" 엘리슨                                        |               |      |
| 2024 (97회차)                           |                                            |                                                                 |               |      |
| 에이드리언 브로디                       | 《브루탈리스트》                           | 라즐로 토스                                                     |               |      |
| 티모시 샬라메                           | 《컴플리트 언노운》                        | 밥 딜런                                                         |               |      |
| 콜먼 도밍고                             | 《씽씽》                                   | 디바인 지                                                       |               |      |
| 레이프 파인스                           | 《콘클라베》                               | 토마스 로렌스 추기경                                            |               |      |
| 세바스티안 스탄                         | 《어프렌티스》                             | 도널드 트럼프                                                   |               |      |

## 최다 후보 및 수상자
| 수상 횟수 | 배우              |
| --------- | ----------------- |
| 3         | 대니얼 데이루이스 |
| 2         | 말론 브란도       |
| 2         | 게리 쿠퍼         |
| 2         | 톰 행크스         |
| 2         | 더스틴 호프먼     |
| 2         | 프레드릭 마치     |
| 2         | 잭 니컬슨         |
| 2         | 숀 펜             |
| 2         | 스펜서 트레이시   |
| 2         | 앤서니 홉킨스     |

| 후보 횟수 | 배우            |
| --------- | --------------- |
| 9         | 로런스 올리비에 |
| 9         | 스펜서 트레이시 |
| 8         | 폴 뉴먼         |
| 8         | 잭 니컬슨       |
| 8         | 피터 오툴       |

## 같이 보기
- 아카데미 여우주연상
- 영국 아카데미 남우주연상